# Herman Smetanin
Herman Wolodymyrowytsch Smetanin (ukrainisch Герман Володимирович Сметанін; * 8. Oktober 1992 in Charkiw) ist ein ukrainischer Politiker. Smetanin ist seit dem 5. September 2024 Minister für strategische Industrien der Ukraine.
Zudem ist er seit dem 28. Juni 2023 Generaldirektor des Rüstungsunternehmens Ukroboronprom.